# Alex Czerniatynski
Alexandre Czerniatynski (Charleroi, Bélgica, 28 de julio de 1960) es un exfutbolista belga que jugó de delantero. Fue un componente de la selección de fútbol de Bélgica.

## Selección nacional
Ha sido internacional con la selección de fútbol de Bélgica, jugó 31 partidos internacionales y anotó 7 goles. Participó en 2 mundiales, primero en España 1982 donde jugó los 5 partidos de Bélgica en el certamen y anotó el gol de la clasificación a cuartos de final en el empate 1-1 frente a Hungría. Su segunda participación fue en Estados Unidos 1994 donde jugó un encuentro, ante Alemania.

### Participaciones en Copas del Mundo
| Mundial                        | Sede           | Resultado        | Partidos | Goles |
| ------------------------------ | -------------- | ---------------- | -------- | ----- |
| Copa Mundial de Fútbol de 1982 | España         | Cuartos de final | 5        | 1     |
| Copa Mundial de Fútbol de 1994 | Estados Unidos | Octavos de final | 1        | 0     |

## Clubes
| Club               | País    | Año       |
| ------------------ | ------- | --------- |
| Charleroi SC       | Bélgica | 1978-1981 |
| Royal Antwerp FC   | Bélgica | 1981-1982 |
| Anderlecht         | Bélgica | 1982-1985 |
| Standard de Lieja  | Bélgica | 1985-1989 |
| Royal Antwerp FC   | Bélgica | 1989-1993 |
| KV Mechelen        | Bélgica | 1993-1996 |
| Germinal Beerschot | Bélgica | 1996-1998 |
| RFC Lieja          | Bélgica | 1997-1999 |

## Palmarés

### Campeonatos nacionales
| Título          | Club               | País    | Año  |
| --------------- | ------------------ | ------- | ---- |
| Jupiler League  | Anderlecht         | Bélgica | 1985 |
| Copa de Bélgica | Royal Antwerp FC   | Bélgica | 1992 |
| Copa de Bélgica | Germinal Beerschot | Bélgica | 1997 |

### Copas internacionales
| Título    | Club       | País    | Año  |
| --------- | ---------- | ------- | ---- |
| Copa UEFA | Anderlecht | Bélgica | 1983 |

- Datos: Q651582